# بهاء الغرايبة
بهاء الغرايبة واسمهُ الكامل بهاء مروح حسين الغرايبة (من مواليد عجلون في الأردن عام 1983) هو كاتب وروائي	أردني صدرت له عددٌ من الكتب والروايات لعلَّ أبرزها رواية «دنيا» التي صدرت عام 2014، وكذا رواية «سماءان» التي صدرت عام 2016 والتي تناول فيها المشاكل الاجتماعيّة بين الزوج وزوجته وصعوبة الحياة، ثمّ رواية «قطار باريس» التي صدرت عام 2016 والتي تحدث فيها عن شخصيّة الإرهابي دارسًا عقليّته وأفكاره وأهدافه من خلال مجموعةٍ من القصص التي تتلاقا فيما بينها فضلًا عن رواية «الأوليمبوس» التي صدرت عام 2017.

## الحياة المُبكّرة والتعليم
وُلد بهاء الغرايبة في قرية صغيرة تقع في محافظة عجلون حيث تلقى تعليميه الأكاديمي في مدارسها حتى أنهى الثانوية العامة، ثم انتقل إلى مدينة عمّان لإكمال دراسته، حيث حصل على درجة البكالوريوس ثم الماجستير وبعدها الدكتوراه في التربية الخاصة من الجامعة الأردنية. عمل بهاء مع فئات متعددة من ذوي الحاجات الخاصة، والبداية كانت مع الأشخاص ذوي الإعاقة السمعية قرابة الأربع أشهر، ثم عمل مع الأشخاص ذوي صعوبات التعلّم قرابة الثلاث سنوات، وبعدها مع الأشخاص المكفوفين وضعاف البصر.

## المسيرة المهنيّة
اقتحمَ بهاء الغرايبة عالم التأليف والكتابة مبكّرًا حينما نشر أول عملٍ مشهورٍ له ويتعلق الأمر برواية «دنيا» التي صدرت عام 2014، ثمّ أعقبها برواية «سماءان» التي صدرت عام 2016 عن دار الأهليّة للنشر والتوزيع والتي تروي حكاية زوجين هما غسان وهند. غسَّانُ رجلٌ ثريٌّ صاحب مؤسسات تدرُّ عليه دخلا وفيرًا وكبيرًا ولذا لا يحسبُ للإنفاق أي حساب. ويستخدم في ذهابه وإيابه وجولاته، سيارته المرسيدس، أما هند فهي سيدةٌ غير مِنْجاب، تأخَّر حمْلُها، وانتظر الزوجان سنوات تبلغُ خمسًا وأخيرًا رزقا مولودًا ذكرًا سمياه (هاشم) وقد فرحا بميلاده فرحًا كبيرًا، على الرغم من آلام الولادة الشديدة. يكبرُ الطفل ثمّ تكتشفُ الأسرة أنه «طفل غير طبيعي»، يعاني من اختلال غامِضٍ، وقد يكون هذا الاختلال له علاقة بالدماغ، أو بالأعصاب، أو بأي شيء آخر.
صدرت للكاتبة الأردني روايةٌ أخرى هي «قطار باريس» عام 2016 وفيها اهتمَّ بهاء بالنفس البشرية حيثُ حاول توضيح سيكولوجية الإرهابي وسلَّط الضوء على العوامل التي من شأنها إخراج شخصية المتطرف للوجود، كما حاول من خلال روايتهِ هذه تسليط الضوء على شخصيات المجتمع الأردني. ذكر إيهاب في حوار صحفيّ لجريدة محليّة أنّ هذه الرواية جاءت في وقتٍ مناسبٍ فهي تُميط – بحسبه – اللثام عن مغالطات الإرهاب وتضعه في سياقه الحقيقي، من خلال توضيح آثاره المأساوية على المجتمع والأفراد بمن فيهم الإرهابي ذاته.
نشر بهاء عام 2017 – بعد أقل من عامٍ على صدور رواية أخرى له – روايةً بعنوان «الأوليمبوس» جاءت في 172 صفحة عن الدار العربية للعلوم ناشرون، وهي الروايةُ التي تدور في فلك المسرح كشكل درامي آخر يكون للشخصيات حضورًا بارزًا فيه، بالإضافة إلى العديد من المؤشرات الخطابية التي توحي بتعدد الأنساق التعبيرية المحايثة، والموزَّعة في الفضاء النصي، والمتراوحة بين فن كتابة السيرة، والرسائل (الإلكترونية)، والحوار والبوح أو الاعتراف. تتحدثُ الكتابة بشكلٍ عامٍ عن الكتابة، بل اعتُبرت من قِبل بعض النقاد نموذجًا لرواية الأسئلة بما توليه من أهمية إلى تضمين مواقف الروائي الخاصة من قضايا الكتابة والقراءة. يُحاور بطل الرواية – الذي درس الهندسة وعشق الكتابة – قلَمه، باحثًا عن شيء يخطه فوق الدفتر الذي يأمل أن يتحول إلى شيء يُقرأ.

## قائمة أعماله
هذه قائمةٌ بأبرز أعمال الكاتب والروائي الأردني بهاء الغرايبة:
- دنيا عام 2014[12]
- سماءان عام 2016[13]
- قطار باريس عام 2016[14]
- الأوليمبوس عام 2017[15]
- حين يلتقيان[16]